# Samir Jamaa
Samir Jamaa (ur. 9 lutego 1990) – marokański lekkoatleta specjalizujący się w biegu na 800 metrów. 
W czerwcu 2013 został wicemistrzem igrzysk śródziemnomorskich w Mersin. W tym samym roku dotarł do półfinału mistrzostw świata oraz zdobył srebrny medal igrzysk frankofońskich.
Złoty medalista mistrzostw Maroka.

## Osiągnięcia
| Rok  | Impreza                          | Miejsce   | Lokata     | Wynik   |
| ---- | -------------------------------- | --------- | ---------- | ------- |
| 2013 | Igrzyska śródziemnomorskie       | Mersin    | 2. miejsce | 1:45,47 |
| 2013 | Mistrzostwa świata               | Moskwa    | półfinał   | 1:46,53 |
| 2013 | Igrzyska frankofońskie           | Nicea     | 2. miejsce | 1:47,50 |
| 2013 | Igrzyska solidarności islamskiej | Palembang | 8. miejsce | 1:53,13 |

## Rekordy życiowe
- Bieg na 800 metrów (stadion) – 1:45,47 (2013)
- Bieg na 800 metrów (hala) – 1:47,80 (2014)
- Bieg na 1500 metrów (hala) – 3:47,95 (2013)